# The Guardian (telessérie)
The Guardian é  uma série americana de drama que estreou na CBS em 25 de setembro de 2001 e terminou em 4 de maio de 2004.
O show é estrelado por Simon Baker e Dabney Coleman. Ele inclui convidados como Farrah Fawcett, Rita Moreno e Chris Pine. Inclui também cenas com a polícia de Pittsburgh em vários episódios.

## Sinopse
Nick Fallin (Simon Baker) é um advogado corporativo que foi preso por uso de drogas, sendo condenado a executar 1.500 horas de assistência jurídica no serviço comunitário em Pittsburgh. O enredo centra-se no envolvimento de Nick no serviço comunitário e a sua recuperação perante a dependência das drogas, bem como sua relação tensa com seu pai, que foi fundador e é sócio-gerente da firma de advocacia onde ele é empregado em tempo integral. No serviço comunitário Nick passa a ajudar e representar legalmente crianças que a sociedade abandonou, abusou e que são apanhadas em circunstâncias difíceis. Ele tenta manter as altas pressões da prática legal especialmente ao se envolver com as crianças que ele ajuda.

## Elenco

### Principais
- Simon Baker como Nicholas "Nick" Fallin - Um advogado condenado a trabalhar em serviço comunitário para a comunidade, devido a acusações de drogas. É o protagonista central, ele é um indivíduo reprimido, cujo trabalho e os relacionamentos são o foco para a série.
- Dabney Coleman como Burton Fallin - O pai de Nick e sócio sênior do escritório de advocacia onde ele trabalha. Eles não tem uma relação boa.
- Alan Rosenberg como Alvin Masterson - Encarregado de Serviços Jurídicos de Pittsburgh, onde Nick serve seu serviço comunitário.
- Wendy Moniz como Louisa "Lulu" Archer - Interesse amoroso principal de Nick. Ela se casa com outro homem, mas os sentimentos de Nick ainda são profundos.
- Raphael Sbarge como Jake Straka - O mais perto que Nick chega de um melhor amigo, Jake é um pouco equivocado, mas não malicioso.
- Charles Malik Whitfield como James Mooney - Trabalha em Serviços Jurídicos de Pittsburgh. Tem um passado de gangues e drogas.
- Amanda Michalka como Shannon Gressler - Uma criança com problemas que perde a mãe.
- Erica Leerhsen como Amanda Bowles - Uma associada ambiciosa, mas cuidadosa.
- Kathleen Chalfant como Laurie Solt - Trabalhadora social que prevê uma série de orientações para Nick.

### Convidados Notáveis
- Farrah Fawcett como Mary Gressler
- Rita Moreno como Caroline Novak
- Lolita Davidovich como Victoria Little
- Scout Taylor-Compton como Tiffany Skovich
- Jesse Plemons como Lawrence Neal
- Erik Knudsen como Hunter Reed
- Zac Efron como Luke Tomello
- Bethany Joy Galeotti como Claire Stasiak
- Chris Pine como Lonnie Grandy
- Will Ferrell como Phil Weston
- Corey Feldman como Gavin Putinski
- Erik Estrada como ele mesmo
- Joseph Campanella como Ralph Longo
- Aaron Paulcomo Ethan Ritter
- Kevin G. Schmidt como Ted Huberty
- Chloë Grace Moretz como Violet
- Danielle Panabaker como Samantha Gray
- Anna Gunn como Meghan Barstow
- Viola Davis como Suzanna Clemons

## Produção
O show foi criado em Pittsburgh e foi filmado na cidade ao longo do tempo. Começando a temporada 2 a música tema foi "Empire in My Mind", realizada por The Wallflowers.

## Lançamentos em DVD
CBS Home Entertainment (distribuído pela Paramount Pictures) lançou as três temporadas de The Guardian em DVD na Região 1.
- Primeira temporada (22 episódios) - 27 de outubro de 2009.
- Segunda temporada (23 episódios) - 07 de setembro de 2010.
- Terceira temporada (22 episódios) - 08 de fevereiro de 2011.

CBS / Paramount controla os direitos de vídeo somente nos EUA (onde CBS Television Distribution tem direitos secundários). Fora dos EUA, a Sony Pictures Television controla os direitos de distribuição e quaisquer lançamentos em DVD internacional será a partir da Sony Pictures Home Entertainment.

## Prêmios e indicações
| Ano  | Prêmio                                 | Categoria                                                                                              | Resultado |
| ---- | -------------------------------------- | --- | --------- |
| 2005 | Young Artist Award                     | Melhor Performance em Série de TV - Atriz Recorrente Jovem / Scout Taylor-Compton                      | Indicado  |
| 2005 | Prism Awards                           | TV Drama - Séries com Múltiplo Episódio do Enredo / "Beautiful Blue Mystic" & "Amends"                 | Indicado  |
| 2005 | Prism Awards                           | Performance em Série de Drama / Simon Baker                                                            | Indicado  |
| 2004 | Young Hollywood Awards                 | Melhor Performance em Série de TV - Atriz Convidada Jovem / Danielle Panabaker                         | Venceu    |
| 2004 | Environmental Media Awards             | Drama - TV Episódico / "Big Coal"                                                                      | Indicado  |
| 2004 | ASCAP Film and Television Music Awards | Top Séries de TV / Jakob Dylan                                                                         | Venceu    |
| 2003 | ASCAP Film and Television Music Awards | Top Séries de TV / Jakob Dylan                                                                         | Venceu    |
| 2003 | Environmental Media Awards             | Drama - TV Episódico / "Assuming the Position"                                                         | Indicado  |
| 2003 | Emmy Award                             | Atriz Convidada em Série de Drama / Farrah Fawcett                                                     | Indicado  |
| 2002 | Young Artist Awards                    | Melhor Performance em Série de Drama TV - Ator Jovem Convidado / Jesse Plemons                         | Indicado  |
| 2002 | Young Artist Awards                    | Melhor Performance em Série de Drama TV - Ator Jovem Convidado / Erik Knudsen                          | Indicado  |
| 2002 | Golden Globe Awards                    | Melhor Performance de um Ator em Série de TV / Simon Baker                                             | Indicado  |
| 2002 | GLAAD Media Awards                     | Episódio excepcional Individual (Em uma série sem um personagem gay regular) / "The Men From The Boys" | Indicado  |
| 2002 | Family Television Awards               | Novas Séries                                                                                           | Venceu    |
| 2002 | Family Television Awards               | Ator / Simon Baker                                                                                     | Venceu    |
| 2002 | ASCAP Film and Television Music Awards | Top Séries de TV / Mark Snow                                                                           | Venceu    |